# Arcturus longispinis
Arcturus longispinis är en kräftdjursart som beskrevs av Benedict 1898. Arcturus longispinis ingår i släktet Arcturus och familjen Arcturidae. Inga underarter finns listade i Catalogue of Life.